# Instrumento de Rendición de Pakistán

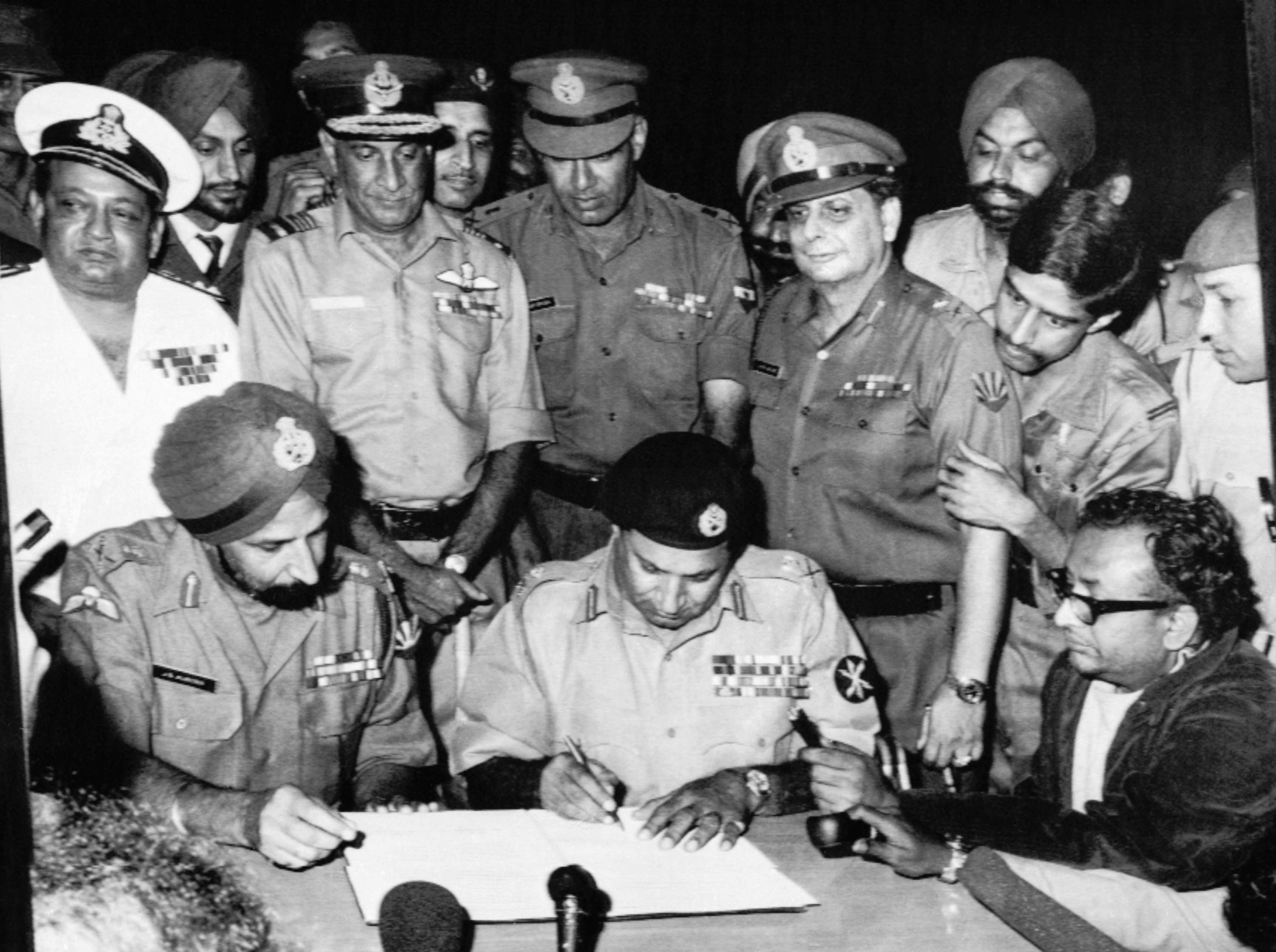
El teniente general Amir Abdullah Khan Niazi firma el instrumento de rendición de las Fuerzas Armadas de Pakistán.

El Instrumento de Rendición de Pakistán es un documento escrito sobre la rendición de la nación de Pakistán en la Guerra de Liberación de Bangladés. El instrumento de rendición (en idioma bengalí: আত্মসমর্পনের দলিল) fue un acuerdo escrito que permitió la rendición militar de las Fuerzas Armadas de Pakistán en la Guerra de Liberación de Bangladés. La rendición tuvo lugar en el hipódromo de Ramna, en Daca, el 16 de diciembre de 1971. El teniente general Amir Abdullah Khan Niazi, el comandante conjunto de las Fuerzas Armadas de Pakistán en Pakistán Oriental y el teniente general Jagjit Singh Aurora, el comandante en jefe conjunto de las fuerzas aliadas de Bangladés e India, firmó el instrumento de rendición en medio de una multitud que lo vitoreaba en el hipódromo. El comodoro aéreo Abdul Karim Khandker, subcomandante en jefe de las Fuerzas Armadas de Bangladés, y el teniente general Jack Farj Rafael Jacob del comando oriental de la India, actuaron como testigos de la rendición. 
El Comando Oriental era una formación a nivel de Cuerpo de ejército en el antiguo Pakistán Oriental que constaba de tres divisiones de infantería. Posteriormente, entre 30.000 y 32.000 soldados y funcionarios paquistaníes fueron hechos prisioneros de guerra por el Ejército indio. Había miles de civiles procedentes de Pakistán que trabajaban en Bangladés, ellos también fueron hechos prisioneros, y por tanto, aumentó el número total de prisioneros de guerra. Posteriormente estos civiles fueron repatriados en 1973, según los términos del Acuerdo de Delhi.

## Texto del instrumento de rendición
El comando oriental de Pakistán acuerda entregar todas las Fuerzas Armadas de Pakistán en Bangladés al teniente general Jagjit Singh Aurora, el oficial general al mando en jefe de las fuerzas de India y Bangladés en el teatro de operaciones oriental. Esta rendición incluye a todas las fuerzas terrestres, aéreas y navales de Pakistán, así como a todas las fuerzas paramilitares, a las fuerzas armadas y a los civiles armados, estas fuerzas depondrán las armas y se rendirán en los lugares donde se encuentran actualmente a las tropas regulares más cercanas bajo el mando del teniente general Jagjit Singh Aurora.
El comando oriental de Pakistán quedará bajo las órdenes del teniente general Jagjit Singh Aurora tan pronto como se firme este instrumento de rendición. La desobediencia a las órdenes se considerará un incumplimiento de los términos del instrumento de rendición y se tratará de conformidad con las leyes y usos de la guerra aceptados. La decisión del teniente general Jagjit Singh Aurora será definitiva, en caso de que surja alguna duda sobre el significado o la interpretación de los términos del instrumento de rendición.
El teniente general Jagjit Singh Aurora garantiza solemnemente que el personal que se rinda será tratado con la dignidad y el respeto al que tienen derecho los soldados, de conformidad con las disposiciones de la Convención de Ginebra, y garantiza la seguridad y el bienestar de todos los militares y paramilitares de Pakistán y de las fuerzas armadas que se rinden. Las fuerzas bajo el mando del teniente general Jagjit Singh Aurora, brindarán protección a los ciudadanos extranjeros, a las minorías étnicas y al personal civil de Pakistán.
Firmado:
- (Jagjit Singh Aurora) teniente general oficial general al mando en jefe de las fuerzas indias y de Bangladés en el teatro de operaciones oriental.

- (Amir Abdullah Khan Niazi) teniente general, administrador de la ley marcial y comandante del comando oriental de Pakistán. 16 de diciembre de 1971.